# Критерий повышенной надёжности Роя
Критерий повышенной надежности Роя (англ. Roy's safety-first criterion) является техникой современного риск-менеджмента, которая позволяет выбрать один портфель ценных бумаг преимущественно над другим, оба основаны на критерии вероятности возврата прибыли от инвестиционных портфелей при их падении ниже минимума, порог которого задан и минимизирован.
Другими словами, предположим, что у Вас есть 2 (две) доступные инвестиционные стратегии — инвестиционный портфель А и инвест. портфель В. Вашим пороговым уровнем возврата вложенных средств (минимальный возврат вложений, который Вы допускаете) является 1 %. Однако Вам бы захотелось иметь инвестиционный портфель, который смог бы обеспечить максимальную вероятность чистой прибыли выше чем (или равный) 1 %.
Таким образом, критерий надежности Роя может быть подытожен условно таким способом:
{\displaystyle {\text{minimize }}P({\mbox{Ra}}<{\mbox{Rm}}),}
где P(Ra < Rm) = вероятность Ra (фактический возврат) менее чем Rm (минимальный желаемый возврат).

## Возврат по Закону нормального распределения
Если у рассматриваемых инвестиционных портфелей имеются признаки возврата согласно Закону нормального распределения (см. Закон нормального распределения), тогда критерий Роя может быть приведен к:
максимизация Safety-First Ratio (коэффициент повышенной надежности).
где SFRatio определяется как [E(Ra) − Rm] / (среднее квадратичное отклонение от среднерыночной доходности портфеля)
где E(Ra) — ожидаемая доходность от портфеля (или средняя величина дохода/возврата),
Rm — минимальный желаемый возврат
Пример
Таким образом, если средний ожидаемый доход по всем инвестициям, входящим в инвестиционный портфель А составляет 10 % и среднеквадратическое отклонение равняется к 15;, в то время как у инвестиционного портфеля В ожидаемый доход составляет 8 % и среднеквадратическое отклонение в 5 %, то мы прежде всего желаем инвестировать в инвест.портфель, который минимизировал бы вероятность 0%-го возврата.
SFRatio(A) = [10 − 0]/15 = 0.67,
SFRatio(B) = [8 − 0]/5 = 1.6
При помощи критерия повышенной надежности Роя мы можем выбрать инвестиционный портфель В, в качестве правильной инвестиционной возможности.

## Сходство к коэффициенту Шарпа
Коэффициент Шарпа — показатель эффективности инвестиционного портфеля, который вычисляется как отношение средней премии за риск к среднему отклонению портфеля.
SFRatio = (ожидаемый доход − минимальный доход)/(стандартное отклонение от дохода).
Эффективность коэффициента Шарпа вычисляется как превышение дохода на единицу риска или другими словами:
коэффициента Шарпа = [ожидаемый доход − безрисковая доходность]/(среднеквадратическое отклонение [ожидаемого дохода − безрисковой доходности]).
У SFRatio (англ. Safety-First Ratio - коэффициент повышенной надежности) поразительное сходство к коэффициенту Шарпа.
Таким образом для дохода/возврата по нормальному распределению, критерий повышенной надежности Роя с минимальным доходом равен к безрисковой процентной ставке, то есть обеспечивает одинаковые результаты (касательно в какой портфель инвестировать), в то время как мы выбираем портфель с максимальным показателем коэффициента Шарпа.
Большая разница между критерием Роя и коэффициентом Шарпа возникает, когда распределение дохода является асимметричным, касательно желаемого пороговой величины.